# Cricetomys gambianus
Il ratto gigante del Gambia o ratto gigante africano (Cricetomys gambianus) è un roditore notturno, simile a un ratto, diffuso in gran parte dell'Africa, dal Senegal al Kenya e dall'Angola al Mozambico. È fra i roditori più grandi del mondo.
Il nome scientifico Cricetomys si deve alle tasche guanciali che ricordano quelle dei criceti. Il ratto gigante non è tuttavia un criceto, e neppure un ratto sensu stricto, ma appartiene a una distinta famiglia di roditori muroidi endemica dell'Africa, Nesomyidae.

## Descrizione
L'aspetto generale del ratto africano è molto simile a quello del ratto norvegese, fatta eccezione soprattutto per le tasche guanciali in cui può accumulare cibo, come i criceti, e per le dimensioni considerevolmente maggiori: un esemplare adulto è lungo fra i 60 e i 90 cm (compresa la coda che da sola è 30–40 cm) e può arrivare a pesare fino a 2,8 kg (la media è 1,5 kg per il maschio e 1 kg per la femmina), e avere tasche guanciali così capienti da contenere una grande quantità di provviste. Ha una vista molto debole e, per contro, olfatto e udito molto sviluppati.

## Distribuzione e habitat
Il ratto gigante può vivere in diversi ecosistemi, tant'è che lo si ritrova in gran parte dell'Africa, a diverse latitudini e altitudini. L'unica regione dell'Africa subsahariana da cui è assente sono le foreste della Repubblica Democratica del Congo, da cui è stato respinto da un competitore più adatto, il ratto di Emin (Cricetomys emini). Lo si trova di solito nelle foreste e nel sottobosco, ma costruisce la propria tana anche frequentemente nei termitai abbandonati.

## Biologia
Il ratto gigante è un animale sociale, e vive in colonie composte in genere da una ventina di individui. I maschi sono territoriali e reciprocamente aggressivi.
Costruisce tane sotterranee dotate di diverse camere collegate da cunicoli; una principale viene usata per dormire, le altre sono dedicate all'immagazzinamento del cibo.

### Alimentazione
È onnivoro, e si nutre di vari generi di piante, di insetti, granchi e lumache, mostrando una predilezione per i frutti e la corteccia di alcuni tipi di palma.

### Riproduzione
Il ratto gigante raggiunge la maturità sessuale a 5-7 mesi; una femmina può generare 4-5 cucciolate all'anno, ognuna delle quali può comprendere fino a 6 piccoli.

## Come animale da compagnia
Il ratto africano, soprattutto se addestrato fin da giovane età, familiarizza facilmente con l'uomo, è intelligente e ha un carattere mite e socievole, cosa che lo rende particolarmente adatto come animale da compagnia. Il suo commercio può però essere pericoloso in quanto è una specie potenzialmente invasiva; in Florida, per esempio, esiste una popolazione di ratti africani in libertà che viene considerata una potenziale minaccia per l'ecosistema di Key Largo e delle Everglades; anche nei quartieri popolari di New York recentemente si è scoperta una colonia di Ratti Giganti del Gambia che si sono adattati a vivere nell'habitat dei ratti di città. L'importazione è proibita negli Stati Uniti dal 2003, a causa di una epidemia di vaiolo delle scimmie che in quell'anno si è diffusa nel Midwest causando numerosi contagi ma senza mietere vittime.

## Altri usi
La ONG APOPO, con sede in Belgio e in Tanzania, conduce da anni un progetto di addestramento dei ratti giganti che sfrutta il loro olfatto per la ricerca di mine anti-uomo e focolai di tubercolosi. I ratti addestrati dall'APOPO sono stati impiegati con successo, tra l'altro, nello sminamento di diverse zone di Mozambico, Angola, Thailandia, Laos, Vietnam e Cambogia, dove sono stati appositamente importati dall'Africa.
Pesano sensibilmente meno dei cani utilizzati per lo sminamento, e si fanno quindi preferire perché non fanno esplodere le mine. Il loro addestramento è inoltre molto meno costoso di quello dei cani. Per questo prezioso contributo, i ratti giganti sono conosciuti anche come HeroRats (ratti eroi).

## Nella cultura di massa
Nel film Willard il paranoico il gigantesco e feroce ratto Ben è "interpretato" proprio da un esemplare di questa specie di roditore.